# Promises, promises
«Promises, promises» es una canción de rock alternativo de la banda Incubus. Es el segundo sencillo del séptimo álbum de la banda, If Not Now, When?. La premier del video fue dada a conocer en su página el 23 de junio de 2011.

## Posicionamiento en listas
| Lista (2011)                       | Mejor posición |
| ---------------------------------- | -------------- |
| Estados Unidos (Alternative Songs) | 13             |
| Estados Unidos (Rock Songs)        | 16             |